# Hang On to Yourself
«Hang On to Yourself» — песня британского рок-музыканта Дэвида Боуи, первоначально выпущенная в качестве сингла его группой Arnold Corns в 1971 году. В ноябре того же года она была перезаписана в лондонской студии Trident для альбома The Rise and Fall of Ziggy Stardust and the Spiders from Mars. Основной рифф отражает влияние глэм-рока как связующего звена между рок-н-роллом 1950-х годов (особенно рокабилли) и грядущим панком. Рифф, вдохновлённый творчеством таких звёзд жанра, как Эдди Кокран, отчасти повлиял на такие вещи, как композиция «Teenage Lobotomy» группы Ramones.

## Версия Arnold Corns
Версия группы Arnold Corns, записанная в лондонской студии Radio Luxembourg 25 февраля 1971 года, была впервые выпущена британской компанией B&C Records на второй стороне сингла «Moonage Daydream» — 7 мая 1971 года. 11 августа 1972 года сингл был перевыпущен той же фирмой, на этот раз в качестве стороны «A».
1. «Hang On to Yourself» — 2:55
2. «The Man in the Middle» — 4:20

Версия группы Arnold Corns фигурировала в виде бонус-трека к альбому The Man Who Sold the World, перевыпущенном лейблами Rykodisc/EMI в 1990 году. В 2002 году эта же версия появилась на бонус-диске юбилейного переиздания альбома Ziggy Stardust, а в 2015 году была включена в сборник Re: Call 1 — часть бокс-сета Five Years (1969–1973).
Официальный состав группы, возглавляемый дизайнером одежды Фредди Буретти, был полной выдумкой; Буретти присутствовал в студии, но его вклад просто затерялся на фоне Боуи.

## Участники записи
Версия группы Arnold Corns

Данные взяты из книги Кевина Канна.
- Дэвид Боуи — вокал, фортепиано
- Марк Карр-Притчард — гитара
- Питер Дешомоджи — бас
- Тим Бродбент — ударные, бубен

Версия из альбома Ziggy Stardust

Данные взяты из книги Кевина Канна.
- Дэвид Боуи — вокал, акустическая гитара
- Мик Ронсон — соло-гитара
- Тревор Болдер — бас
- Мик «Вуди» Вудманси — ударные

## Прочие релизы
- Версия из альбома Ziggy Stardust фигурировала на второй стороне сингла «John, I’m Only Dancing», выпущенного в сентябре 1972 года.
- Она также была выпущена в качестве би-сайда к синглу «Looking for a Friend» в мае 1985 года.
- Португальской версии сингла «Starman», выпущенная в сентябре 1972 года, также содержала «Hang On to Yourself» в виде би-сайда.
- В ноябре 1972 года версия из альбома Ziggy Stardust была также выпущена на второй стороне американской версии сингла «The Jean Genie».
- Песня также выпускалась в качестве иллюстрированного винила в сборнике под названием Life Time лейбла RCA Records.
- Также песня фигурирует в японском сборнике The Best of David Bowie (1974).

## Концертные версии
- 18 января 1972 года Боуи записал песню для радиопрограммы BBC «Sounds of the 70s»[англ.] Боба Харриса[англ.]. Она транслировалась 7 февраля 1972 года. 16 мая 1972 года Боуи снова сыграл эту песню в программе «Sounds of the 70s»: транслировалась 23 мая 1972 года. Обе эти версии были выпущены в альбоме Bowie at the Beeb в 2000 году.
- Концертная версия, записанная 20 октября 1972 года во время шоу в Santa Monica Civic Auditorium[англ.] (в рамках турне Ziggy Stardust Tour) специально для последующей радиотрансляции, была выпущена на бутлеге Santa Monica ’72. Эта версия также была включена в японское издание сборника RarestOneBowie (1995) и официальный релиз альбома Live Santa Monica ’72, 2008 года.
- Версия, сыгранная на знаменитом «последнем концерте Зигги» в Hammersmith Odeon 3 июля 1973 года, была выпущена в альбоме Ziggy Stardust: The Motion Picture.
- Концертные версии песни записанные во время турне Isolar II Tour были выпущены в альбомах Stage (1978) и Welcome to the Blackout (2018).
- Концертная версия песни записанная во время турне A Reality Tour в ноябре 2003 года была выпущена на DVD A Reality Tour (2004) и одноимённом альбоме (2010).

## Культурное влияние
Вступительные такты «Hang On to Yourself» оказали влияние на ритмовые и басовые пресеты бэк-трека «Rock» Окуда Хироко, включенного по умолчанию в звуковую библиотеку синтезатора Casio MT-40 и впоследствии использованного в качестве основы для более 500 песен, сочиненных на этом инструменте, такими разноплановыми артистами, как Уэйн Смит, 2 Live Crew и Моби.